# Osiczyn
Osiczyn – osada w Polsce położona w województwie zachodniopomorskim, w powiecie szczecineckim, w gminie Borne Sulinowo. Miejscowość wchodzi w skład sołectwa Silnowo, 0,3 km na północ od drogi krajowej nr 20 ze Stargardu do Gdyni.